# Uruapan
Uruapan là một đô thị thuộc bang Michoacán, México. Năm 2005, dân số của đô thị này là 279229 người.